# Schweinitz (Fluss)
Die Schweinitz, tschechisch Svídnice, ist ein linker Nebenfluss der Flöha im Erzgebirge.

## Verlauf
Sie entspringt nordöstlich des Brandhübels (780,90 m) bei Klíny (Göhren) im böhmischen Teil des Erzgebirges und fließt durch das Moorgebiet des Schwarzen Teiches (Černý Rybník) zunächst in südwestliche Richtung; nach einem Kilometer trifft sie auf die Grenze zu Sachsen und bildet dann auf ihrem gesamten Verlauf die Landesgrenze zwischen Sachsen und Tschechien.
Im Tal der Schweinitz liegen die Orte Deutscheinsiedel und Mníšek (Einsiedel), Brüderwiese, Deutschneudorf und Nová Ves v Horách (Gebirgsneudorf). In ihrem weiteren Verlauf wendet sich die Schweinitz nun nach Nordwesten. Gegenüber Deutschkatharinenberg befindet sich auf einem Berg die alte Bergstadt Hora Svaté Kateřiny (Sankt Katharinaberg). Zwischen beiden Orten besteht ein Grenzübergang.
Rechts der Schweinitz folgt dann an der Mündung des Wildbaches der Deutschneudorfer Ortsteil Oberlochmühle, bevor aus dem Seiffener Grund, einem alten Bergbaugebiet, der Seiffener Bach bei Niederlochmühle einmündet.
Zwischen diesen beiden Örtlichkeiten befanden sich am linken Ufer, der böhmischen Seite, die Malermühle (U spálene Pily) und das Schafferaugut. Beide sind nach 1945 abgebrannt.
Hinter Hirschberg, einem Ortsteil von Olbernhau, mündet die Schweinitz nach 17,60 km in die Flöha. An der Mündung befand sich auf böhmischer Seite die Schweinitzmühle, eine zu Brandau (Brandov) gehörige Einschicht. Diese ehemalige Mühle wurde zu Beginn des 20. Jahrhunderts von den Sächsischen Kupfer- und Messingwerken F. A. Lange in Kupferhammer-Grünthal erworben und zu einer Produktionsstätte ausgebaut.

## Bergbau an der Schweinitz
Bei Katharinaberg befinden sich Kupfererzgänge, die auf beiden Seiten des Flüsschens streichen. Der Bergbau florierte vor allem vom 15. bis zum 17. Jahrhundert, als Katharinaberg eine bedeutsame Bergstadt im Erzgebirge war. Später war er weniger ergiebig. Bekannteste Gruben sind der nahe der Schweinitz gelegene Nikolai-Stollen bei Katharinaberg, der bis 1945 ein Schaubergwerk war und dessen Eingang wenige Tage vor Kriegsende gesprengt wurde. Nach Augenzeugenberichten soll zuvor ein Fahrzeugkonvoi Gegenstände in die Bergwerke verbracht haben.
Als sich hartnäckig Gerüchte über eine Einlagerung des berühmten Bernsteinzimmers hielten, ließ der Deutschamerikaner und Bernsteinzimmersucher Helmut Gaensel aus Miami, der zuvor schon in Stiechowitz bei Prag graben ließ, im Jahr 2000 einen neuen Eingang in den gefluteten Stollen treiben. Den wenige hundert Meter auf deutscher Seite gelegenen Fortuna-Stollen bei Deutschkatharinenberg ließ zur gleichen Zeit der Bürgermeister von Deutschneudorf, Heinz-Peter Haustein, öffnen. In dem Stollen, der inzwischen von der Bergsicherung Schneeberg saniert und zum Erlebnisbergwerk ausgebaut wurde, fand sich bisher – obwohl dies vermutet wird – kein Bernsteinzimmer. Der sehr aktive und engagierte Bürgermeister hatte durch die Vermutungen und die damit einhergehende Öffentlichkeitsarbeit den eigentlichen Hauptzweck seines Unterfangens, die touristische Belebung des abgelegenen Ortes auf dem Kamm des Erzgebirges, erreicht.

## Schweinitztalbahn
Zwischen 1927 und 1969 verlief von Olbernhau bis Deutschneudorf die Schweinitztalbahn. Diese Strecke war ursprünglich als grenzüberschreitende, das Erzgebirge querende Verbindung nach Wiesa-Oberleutensdorf (heute: Louka u Litvínova) geplant. Wegen der geänderten politischen Verhältnisse in Böhmen nach dem Ersten Weltkrieg wurde die Linie letztlich nur als Nebenbahn bis Deutschneudorf errichtet.